# Карбоплатин
Карбоплатин — цитостатический препарат алкилирующего действия. Производное платины. Представляет собой (циклобутан-1,1-дикарбоксилато)диаминплатину(II).

## История
Карбоплатин был синтезирован в Университете штата Мичиган, в разработке препарата принимал участие Институт исследования рака в Лондоне (группа под руководством Ив Уилтшоу). Фармацевтическая компания Bristol-Myers Squibb получила разрешение FDA на производство карбоплатина под торговой маркой «Paraplatin» в марте 1989 года. Начиная с октября 2004 года препарат стал применяться в клинической практике.

## Фармакологическое действие
Механизм действия связывают с образованием сшивок между соседними парами оснований гуанина в ДНК, что приводит к подавлению биосинтеза нуклеиновых кислот и гибели клеток. Препарат является более совершенным аналогом цисплатина. Обладает меньшей токсичностью по сравнению с цисплатином.

## Фармакокинетика
Метаболизируется путём гидролиза с образованием активных соединений, которые взаимодействуют с ДНК. Связывание с белками очень низкое. Однако платина, образующаяся из карбоплатина, необратимо связывается с белками плазмы крови и медленно выводится с минимальным периодом полувыведения 5 дней.
Период полувыведения карбоплатина составляет в начальной фазе — 1,1—2 часа, в конечной фазе — 2,6—5,9 часа. Выводится почками — 71 % в течение 24 часов при клиренсе креатинина 60 мл/мин и более.

## Показания
Рак яичников, герминогенные опухоли яичка и яичников, семинома, меланома, опухоли головы и шеи; рак лёгкого, рак шейки матки, карцинома эндометрия, рак мочевого пузыря; остеогенная саркома.

## Режим дозирования
Устанавливают индивидуально, в зависимости от показаний и стадии заболевания, состояния системы кроветворения, схемы противоопухолевой терапии.

## Побочное действие
- Со стороны системы кроветворения: лейкопения, тромбоцитопения, анемия.
- Со стороны пищеварительной системы: тошнота, рвота, запор или диарея, анорексия, нарушения функции печени.
- Со стороны центральной и периферической нервной системы: снижение остроты слуха (ототоксичен[3][4]) и зрения; периферическая полиневропатия.
- Аллергические реакции: кожная сыпь, крапивница; редко — бронхоспазм и артериальная гипотензия.
- Со стороны репродуктивной системы: азооспермия, аменорея.
- Прочие: нарушения функции почек, алопеция, повышение температуры тела, боль в месте введения.

## Противопоказания
Выраженные нарушения функции почек, предшествующая выраженная миелодепрессия, недавняя значительная кровопотеря, повышенная чувствительность к препаратам, содержащим платину.

## Беременность и лактация
Противопоказан при беременности. В случае необходимости применения в период лактации следует прекратить грудное вскармливание. Женщины детородного возраста, получающие терапию карбоплатином, должны применять надежные меры контрацепции. Исследования на животных показали эмбриотоксический, тератогенный и мутагенный эффекты карбоплатина.

## Особые указания
С осторожностью применяют карбоплатин у пациентов с ветряной оспой (в том числе недавно переболевших или после контакта с больными), с опоясывающим герпесом, другими острыми инфекционными заболеваниями, с нарушениями слуха, с асцитом или экссудативным плевритом.
Следует соблюдать осторожность при применении карбоплатина у пациентов после курса лучевой терапии.
Карбоплатин используют только под наблюдением врача, имеющего опыт проведения химиотерапии. Перед началом лечения и в ходе его необходимо контролировать функцию почек, картину периферической крови, неврологический статус, проводить аудиометрию. Возможны изменения биохимических показателей: повышение уровня мочевины и креатинина в сыворотке крови, уменьшение концентрации магния, калия, кальция.
На фоне применения карбоплатина не рекомендуют проводить вакцинацию пациентов или членов их семей.
Карбоплатин в форме порошка для инъекций и раствора для инъекций включён в перечень ЖНВЛС.

## Лекарственное взаимодействие
При одновременном применении с препаратами, оказывающими миелодепрессивное, нефротоксическое действие, возможно взаимное усиление токсических эффектов.
На основе результатов опорного исследования III фазы GOG-0218FDA Администрация по контролю за продуктами и лекарствами США зарегистрировала показания к применению карбоплатина в комбинации с бевацизумабом и паклитакселом для лечения женщин с III или IV стадией эпителиального рака яичников, рака фаллопиевых труб или первичного перитонеального рака после хирургической резекции. КИ показали, что у женщин, которые получали комбинацию препаратов вместе с химиотерапией и после продолжали получать бевацизумаб в виде монотерапии медиана выживаемости без прогрессирования составила 18,2 месяцев против 12 месяцев у тех, кто  получал только химиотерапию. Данное преимущество по показателю выживаемости было достигнуто при фиксированной длительности лечения (до 22 циклов бевацизумаба).